# Maren Haugli
Maren Haugli, née le 3 mars 1985 à Jevnaker, est une patineuse de vitesse norvégienne.

## Biographie
Elle a participé aux Jeux olympiques de 2006 et de 2010, se classant quatre fois dans les dix premières, avec comme meilleur résultat une cinquième place sur le 5 000 m en 2010. Dans les Championnats du monde toutes épreuves, elle réalise au mieux une cinquième place en 2005.
En Coupe du monde, elle a obtenu un podium individuel en 2006.
Elle est la petite fille de Sverre Haugli médaillé olympique en 1952 et a un frère nommé aussi Sverre qui est également patineur de vitesse.